# Johann Georg Honnerlag
Johann Georg Honnerlag (* 3. April 1743 in Trogen; † 13. Januar 1820 in Genua; heimatberechtigt in Trogen) war ein Schweizer Textilunternehmer aus dem Kanton Appenzell Ausserrhoden.

## Leben
Johann Georg Honnerlag war ein Sohn von Bartholome Honnerlag, Arzt, und Maria Elisabeth Walser. Er war ein Bruder von Bartholome Honnerlag. Im Jahr 1782 heiratete er Anna Ursula Schiess, Tochter des Johannes Schiess, Kaufmann und Landmajor.
Von 1765 bis 1768 leitete er die italienische Filiale der Speicherer Textilhandelsfirma Gebrüder Schläpfer. Anschliessend richtete Honnerlag zusammen mit seinem Bruder Sebastian Honnerlag unter dem Namen Zellweger & Honnerlag in Genua einen Filialbetrieb des Trogner Handelshauses Gebrüder Zellweger ein. Nach der Auflösung der Stammfirma führte er das Genueser Geschäft bis zu seinem Tod allein weiter.
Er begründete den protestantischen Friedhof in Genua. Das Ehepaar Honnerlag bildete den Mittelpunkt der dortigen Schweizerkolonie und unterhielt enge Beziehungen zum städtischen Adel.